# Bhutaniella gruberi
Bhutaniella gruberi là một loài nhện trong họ Sparassidae.
Loài này thuộc chi Bhutaniella. Bhutaniella gruberi được Peter Jäger miêu tả năm 2001.